# Мария Сидония фон Баден-Родемахерн
Мария Сидония фон Баден-Родемахерн (на немски: Maria Sidonia von Baden-Rodemachern; * 10 март 1635; † 15 август 1686, Хехинген) е маркграфиня от Баден-Родемахерн и чрез женитба княгиня на Хоенцолерн-Хехинген.

## Биография
Тя е дъщеря на маркграф Херман Фортунат фон Баден-Родемахерн (1595– 1665) и първата му съпруга Антония Елизабет фон Крихинген († сл. 10 март 1635), вдовица на фрайхер Йохан Лудвиг фон Хоензакс († 1625), дъщеря на фрайхер Кристоф фон Крихинген († 1622/1623) и Анна фон Бопард († сл. 1625). Баща ѝ маркграф Херман Фортунат се жени втори път на 29 септември 1636 г. за Мария Сидония фон Даун-Фалкенщайн (1605 – 1675).
Мария Сидония фон Баден-Родемахерн умира на 15 август 1686 г. в Хехинген на 51 години и е погребана там.

## Фамилия
Мария Сидония фон Баден-Родемахерн се омъжва на 12 ноември 1662 г. в Баден-Баден за 46-годишния княз Филип фон Хоенцолерн-Хехинген (* 24 юни 1616, Хехинген; † 24 януари 1671, Хехинген)). Tой става през 1661 г. княз на Хоенцолерн-Хехинген и накрая е парализиран. Те имат децата:
- Фридрих Вилхелм I (1663 – 1735), княз на Хоенцолерн-Хехинген, женен I. 1687 г. за графиня Мария Леополдина Лудовика фон Зинцендорф (1666 – 1709), II. за Максимилиана Магдалена фрайин фон Люцау (1690 – 1755)
- Херман Фридрих (1665 – 1733), граф на Хоенцолерн-Хехинген и императорски генерал-фелдмаршал, женен I. 1704 г. за маркграфиня Елеанора Магдалена фон Бранденбург-Байройт (1673 – 1711), II. 1714 г. за графиня Мария Йозефа Терезия фон Йотинген-Шпилберг (1694 – 1738)
- Леополд Карл Фридрих (1666 – 1684), убит при обсадата на Буда
- Филип Фридрих Майнрад (1667 – 1684)
- Мария Маргарета (*/† 1668)
- Карл Фердинанд Фридрих Доминикус (*/† 1669)
- Мария Маргарета Сидония (1670 – 1687)
- Франц Карл Леополд Йоахим (*/† 1671)